# بباج
بِبَّاج الواحدة بباجة أو سمك عديم اليد (الاسم العلمي Achirus)، جنس أسماك بحرية بيوضة من فصيلة جانبيات العوم. أنواعه المعروفة تسعة، أعطانها البحار الاستوائية والشبه استوائية في الأمريكتين. أجسامها مبططة، إهليلجية الشكل تطول من 30 إلى 45 سم. رؤوسها صغيرة، مستديرة الأخطام. تتميز بخلوها من الزعانف الظهرية والشرجية مستطيلة قاطبة تتصل بالذيلية. لحومها جيدة الصنف لذيذة الطعم.

## الأنواع
الأنواع المعروفة في جنس بباج هي كتالي:
- Achirus achirus (كارولوس لينيوس, 1758) (drab sole)
- Achirus declivis Chabanaud, 1940 (plainfin sole)
- Achirus klunzingeri (Steindachner, 1880) (brown sole)
- Achirus lineatus (كارولوس لينيوس, 1758) (lined sole)
- Achirus mazatlanus (Steindachner, 1869) (Mazatlan sole)
- Achirus mucuri R. T. C. Ramos, T. P. A. Ramos & P. R. D. Lopes, 2009 (American sole)
- Achirus novoae Cervigón, 1982
- Achirus scutum (ألبرت غونتر, 1862) (network sole)
- Achirus zebrinus H. W. Clark, 1936